# ثقافة كاليفورنيا

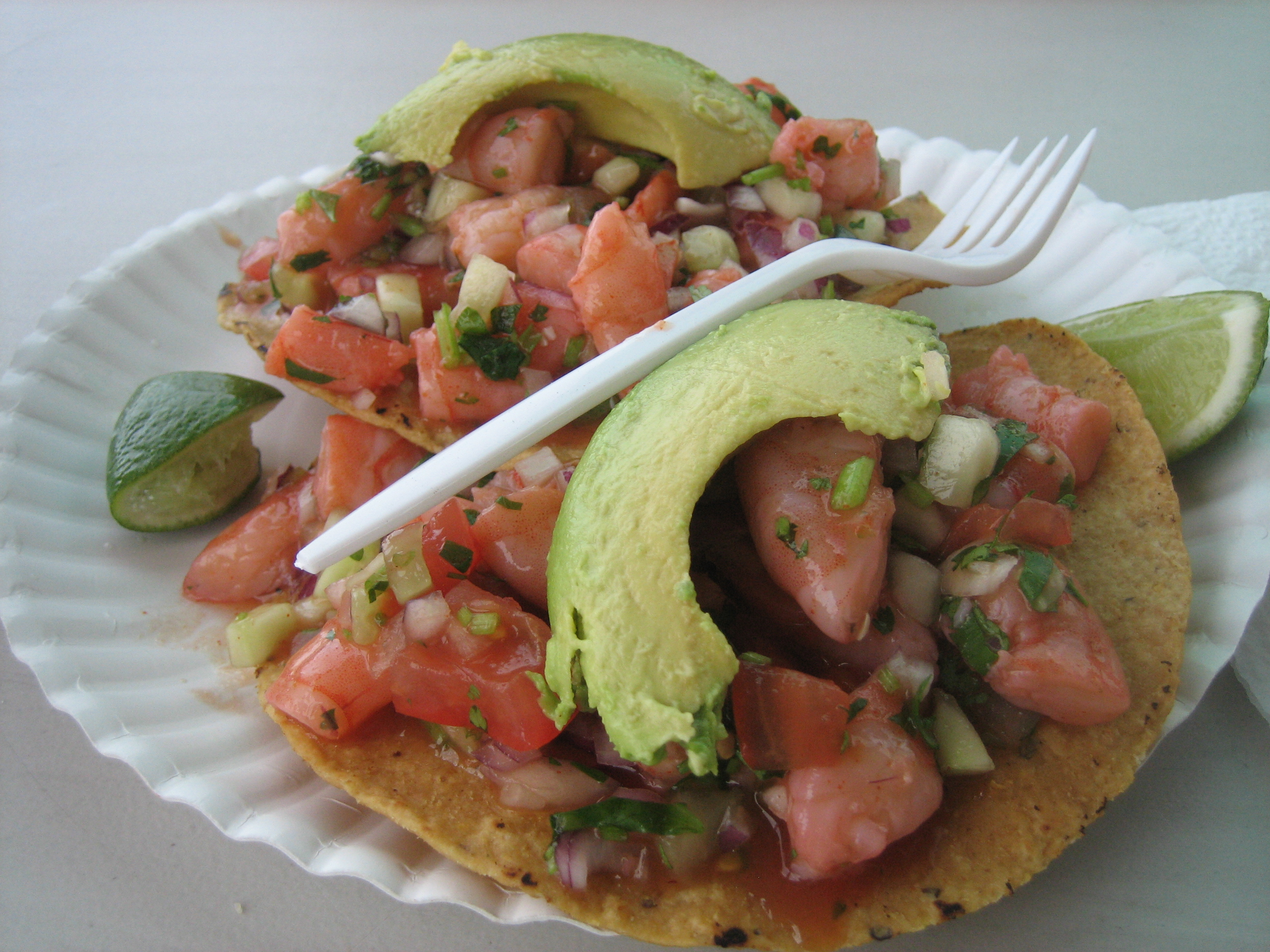

ترتبط ثقافة كاليفورنيا ارتباطأً وثيقاً بثقافات الولايات المتحدة بشكل عام. إلا أن هناك ميزات ثقافية تنفرد بها ولاية كاليفورنيا. مع وجود جذور ثقافة إسبانيا وثقافة المكسيك بالإضافة إلى ثقافة شرق الولايات المتحدة، تجد في كاليفورنيا دمج اللغات والتقاليد من جميع أنحاء العالم.
قامت الإسبان برحلة استكشاف إلى ولاية كاليفورنيا في القرن الخامس عشر، وعلى الرغم من أنهم لم يستطونوها إلا أن تأثير الثقافة الإسبانية كان واضحاً حتى القرن الثامن عشر. وبحلول القرن التاسع عشر تبنت إسبانيا بعثات إلى جميع أنحاء كاليفورنيا وقامت بامتلاك مساحات شاسعة وهي ماتعرف باسم (رانشز). ومنذ ذلك الوقت إلى الوقت الحاضر واللاتينيون يشكلون أكبر المجموعات الثقافية في كاليفورنيا, بالإضافة إلى الهجرة المكسيكية.

## وصلات خارجية
بي بي سي العربية